# Квист Хансен, Расмус
Расмус Николай Квист Хансен (дат. Rasmus Nicolai Quist Hansen; род. 5 апреля 1980, Миддельфарт, Фюн) — датский гребец (академическая гребля), олимпийский чемпион 2012 года в парных двойках лёгкого веса вместе с Мадсом Расмуссеном, бронзовый призёр Игр 2008 года. Двукратный чемпион мира 2006 и 2007 годов.
В 2007 году Квист Хансен и Расмуссен стали победителями премии Årets Sportsnavn, которая вручается лучшему спортсмену или команде года в Дании.

## Квист Хансен и Расмуссен на Олимпийских играх
Двойки парные, лёгкий вес
- 2004 Афины — 4-е место
- 2008 Пекин — бронза
- 2012 Лондон — золото
- 2016 Рио-де-Жанейро — 10-е место